# Grifo-dos-himalaias
Grifo-dos-himalaias, grifo-do-himalaia ou abutre-do-himalaia (Gyps himalayensis) é um abutre da família Accipitridae. Intimamente relacionado com o grifo (G. fulvus), e uma vez considerado uma subespécie, esta espécie é encontrada ao longo do Himalaia e no Planalto Tibetano. É um dos dois maiores abutres-do-velho-mundo.

## Descrição

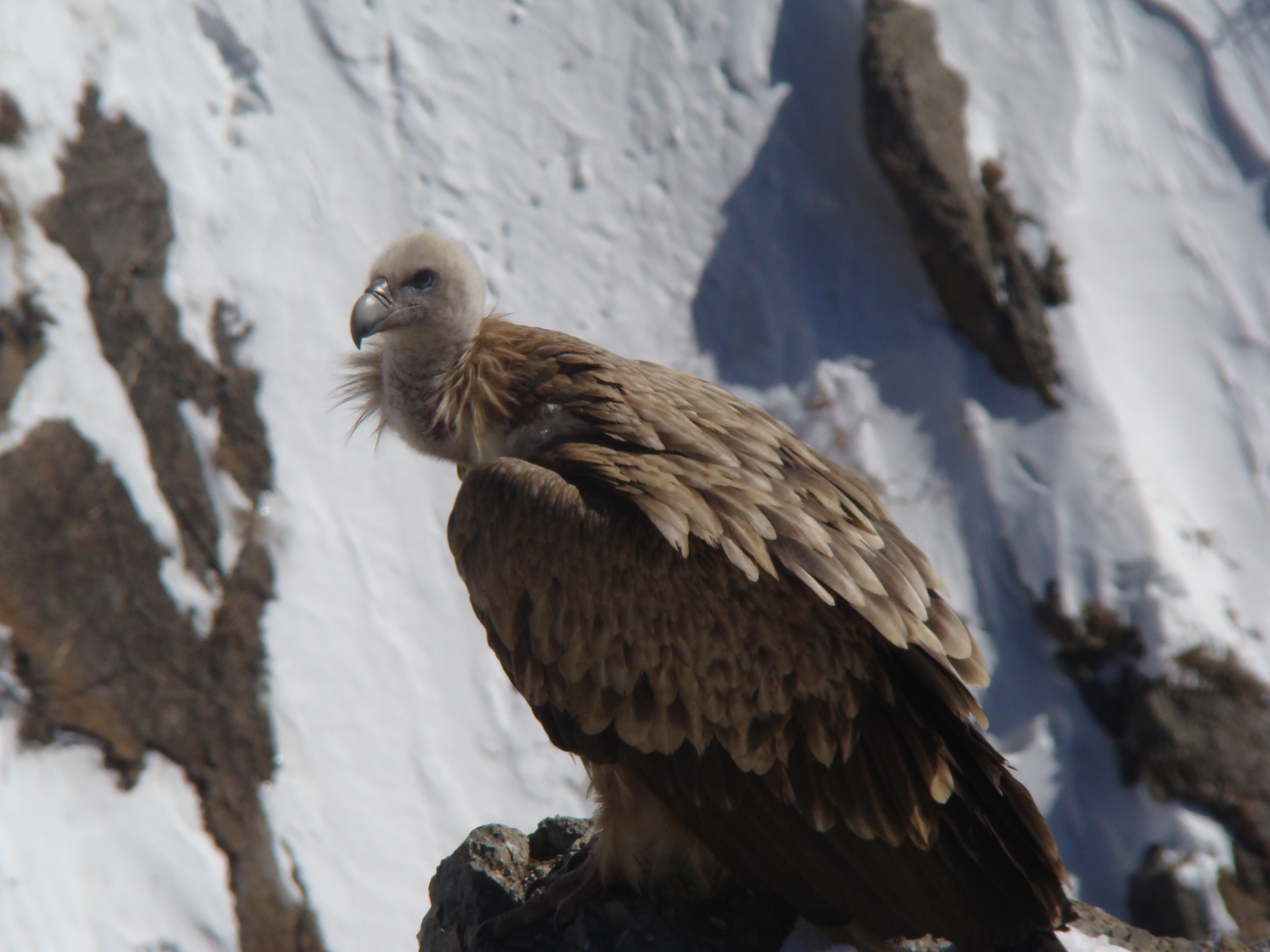
Adulto em Spiti

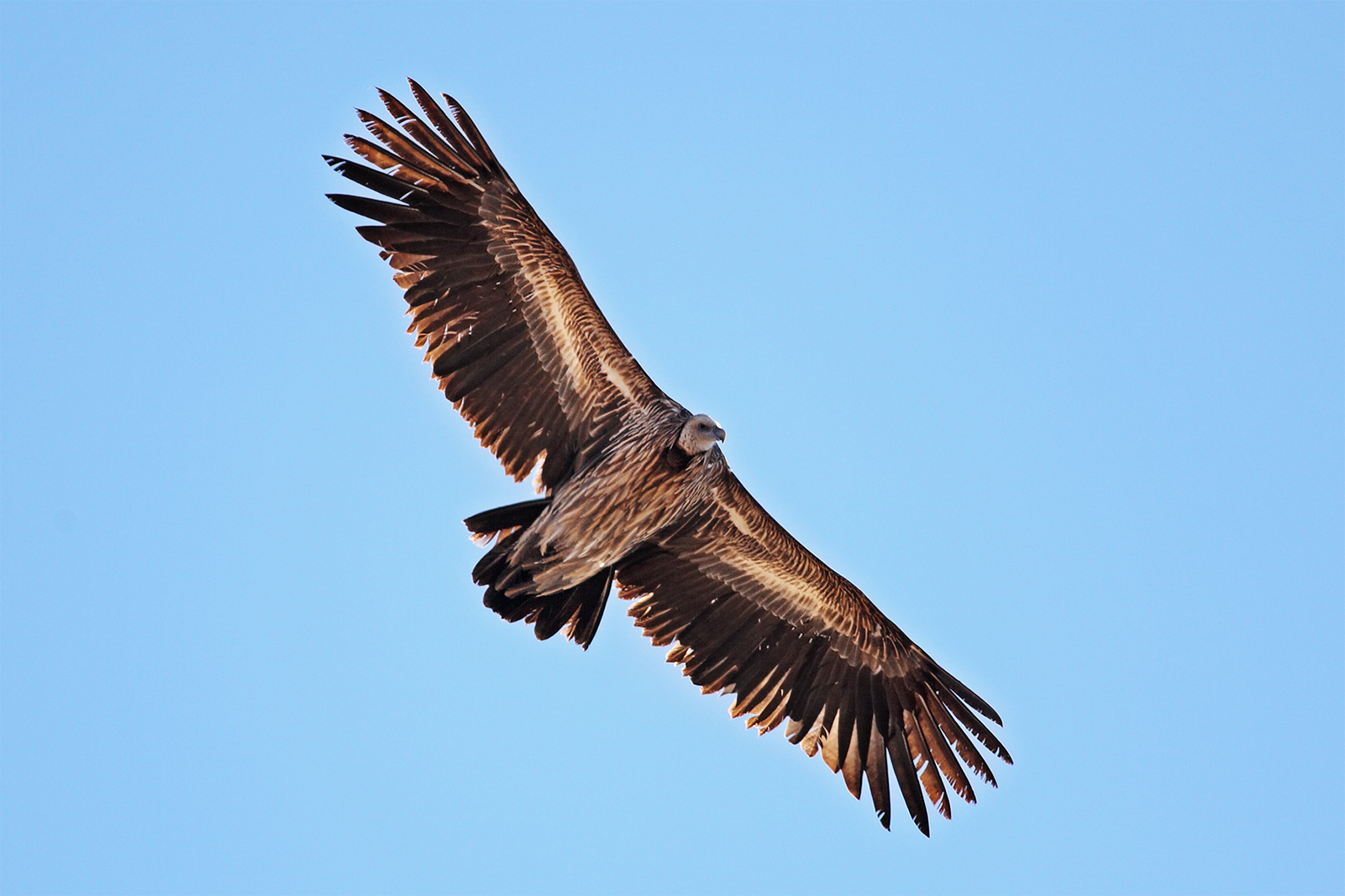
Juvenil em voo

Este é um grande abutre, e é, talvez, a maior e mais pesada ave encontrada no Himalaia. Os adultos têm um colar, que é longo e pálido a marrom com listras brancas. A cabeça é coberta em suspenso, que é amarelado nos adultos, mas esbranquiçadas nos imaturos. O lado de baixo e subcoberteiras das asas são muito pálidas a marrom, sendo quase brancos em algumas amostras. Eles são semelhantes em tamanho ao abutre-preto (Aegypius monachus), que tem um comprimento um pouco menor, mas em grandes amostras podem pesar mais do que o grifo-dos-himalaias.